# 内川 (富山県)
内川（うちかわ）は、富山県射水市を流れる二級河川。海と海をつなぐ川で、江戸時代から明治にかけて北前船の中継地として発展し、両岸に漁船が係留された光景は「日本のベニス」と称えられている。

## 特徴
奈呉ノ浦を境に、内川浄水揚水機場を水源とする西内川（0.7 km）および、富山新港を水源とする東内川（1.5 km）に分かれており、東西の合計は2.2 kmとなる。
かつては放生津潟を水源としたため豊富な水量を持つ漁場であったが、1945年（昭和20年）頃から生活排水の増加や射水平野の乾田化、さらに放生津潟が富山新港になったことで流勢が激減し水質汚染が進んだ。このため、浄化整備施策に着手することになり、1980年（昭和55年）、庄川から浄化用水を導入し、西内川の水質は大きく改善された。東内川についても、内川浄化用水の導入事業が進められている。
川幅を25 mから20 mにする東内川の環境整備工事は1988年（昭和63年）夏に完了し、西内川も川幅が10 mから5 mに改良された。

## 橋

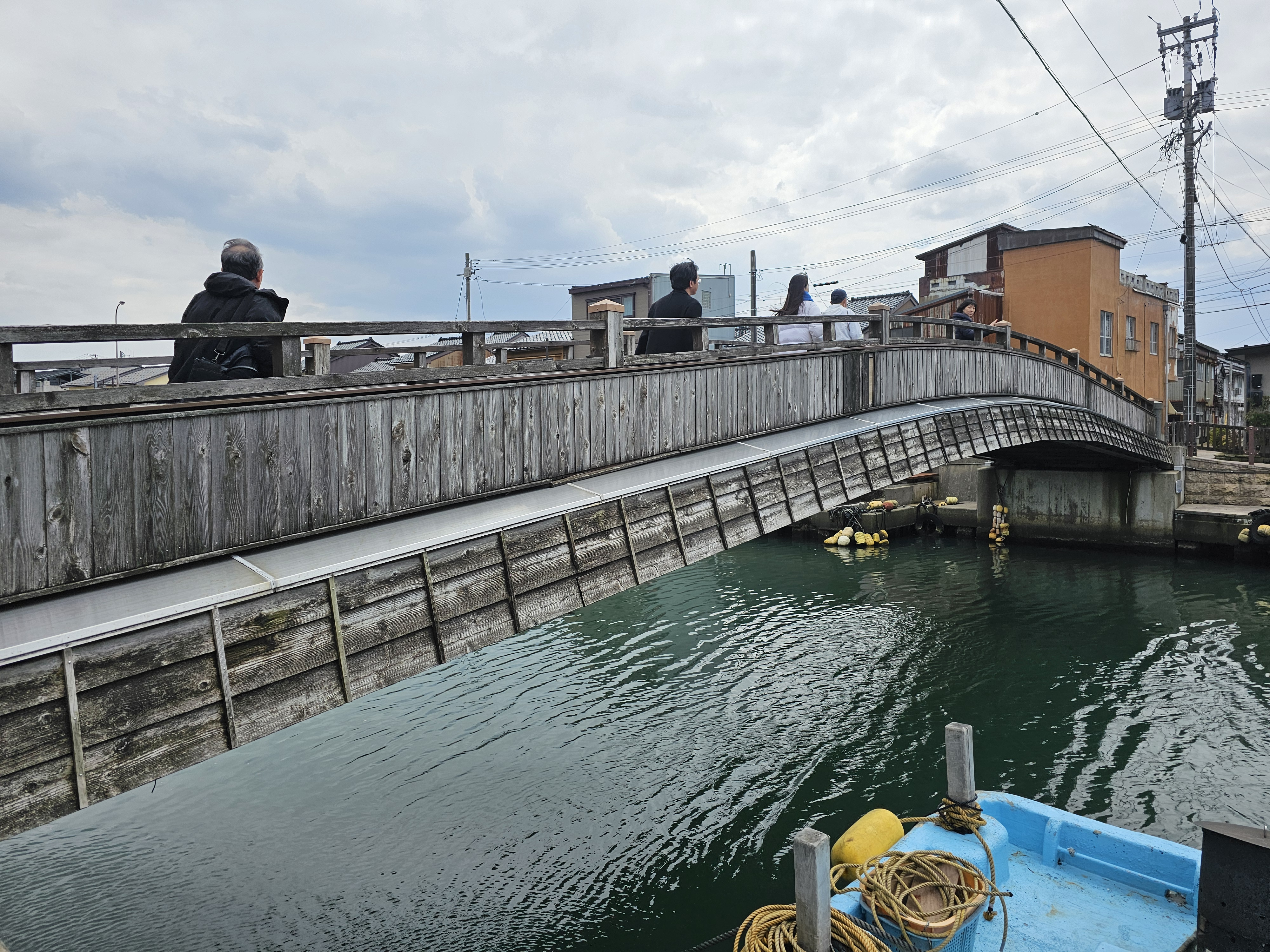
富山県射水市の中新橋

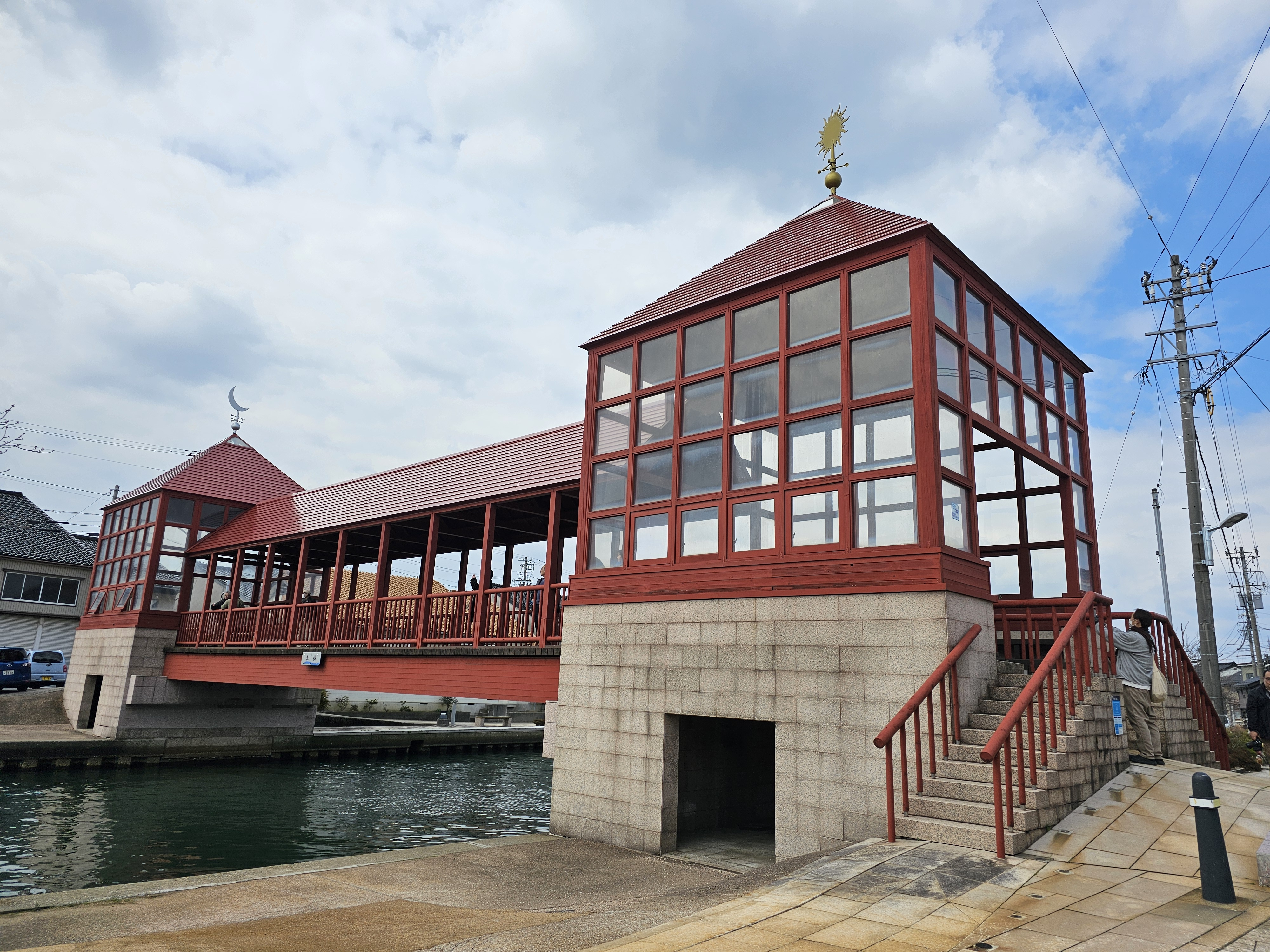
富山県射水市の東橋

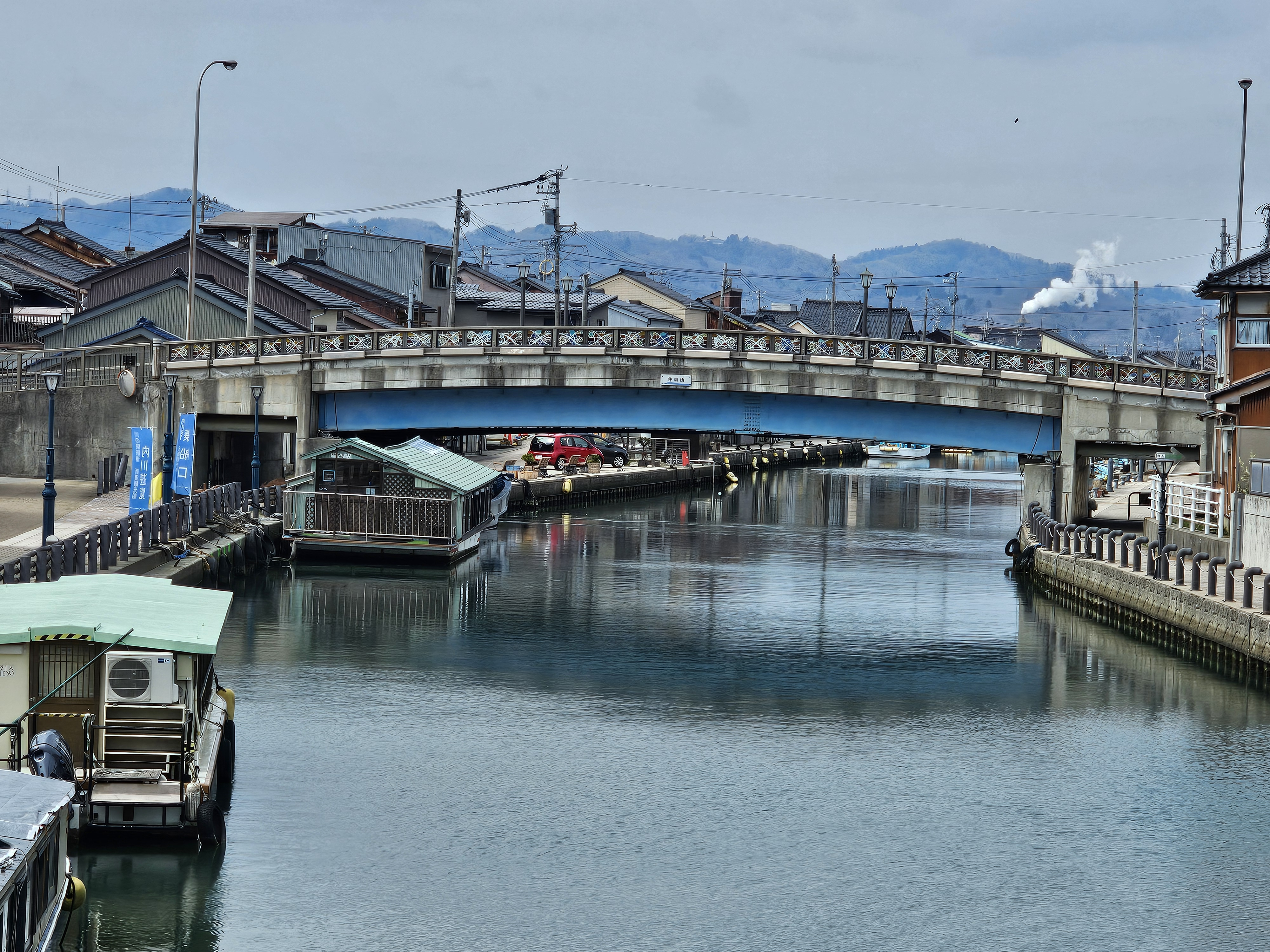
富山県射水市の神楽橋

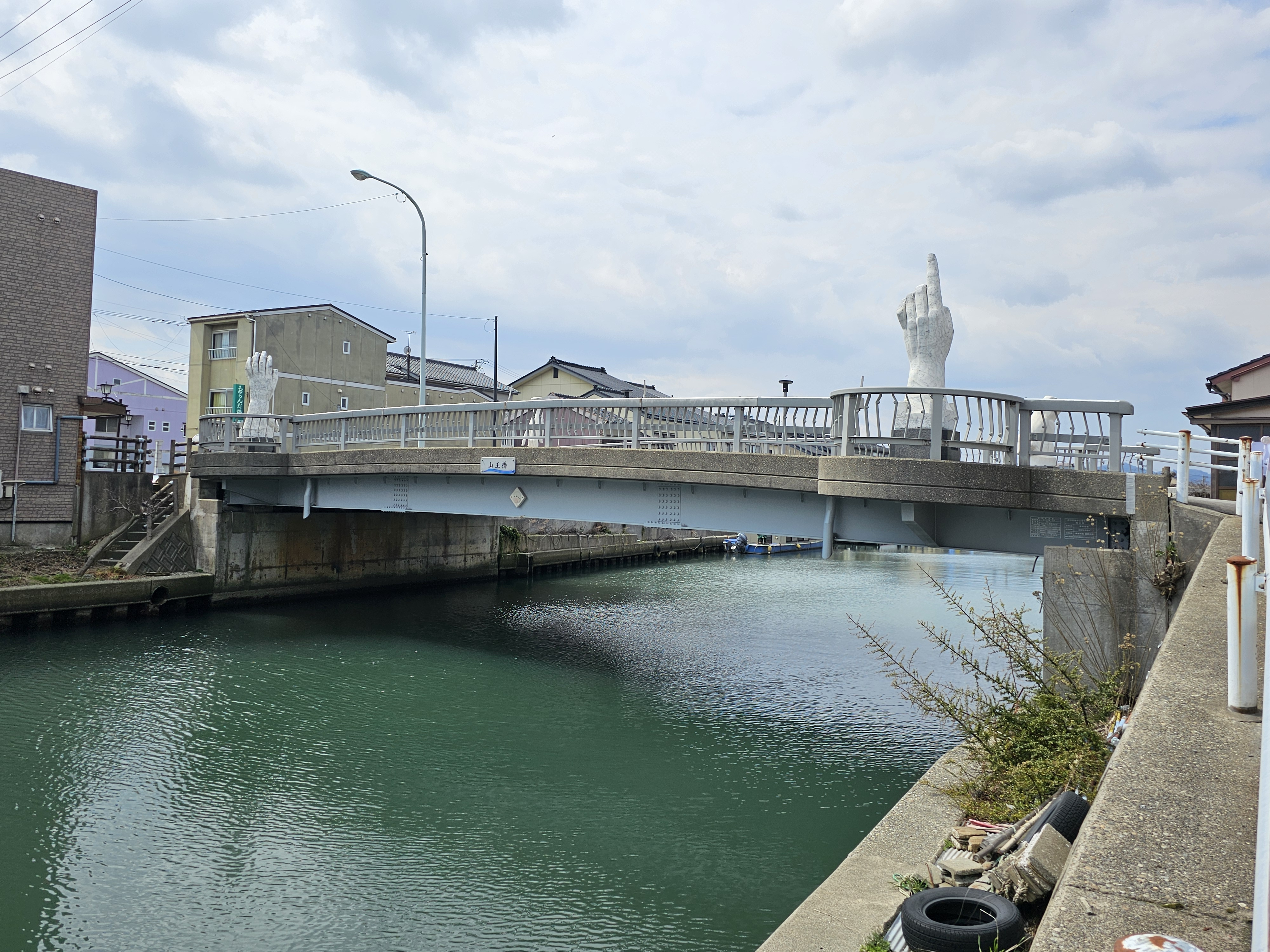
富山県射水市の山王橋

市街地を東西に流れる内川周辺の環境整備の一環として、内川に架かる橋のデザイン化を推進している。川沿いに広がる街並みから「日本のベニス」とも呼ばれている。以下は西から順に記載されている。射水市観光協会の定義する内川の範囲では、全長約3.4kmのなかに14の個性的なデザインの橋が架けられている。
桜橋
茂八橋
藤見橋(ふじみばし)
新湊の13本の曳山の車輪をモチーフとする。
西橋(にしばし)
300年以上の歴史がある3つの橋のうち、最も西に位置する。他2つは中の橋と山王橋。
湊橋(みなとばし)
江戸時代の大火災がきっかけで架けられた。当時の名は「お助け橋」だったが、1895年（明治28年）に「湊橋」に改名された。
奈呉の浦大橋(なごのうらおおはし)
西漁港と東漁港を結ぶ。万葉の歌や曳山など新湊の文化にちなんでデザインされた。
新西橋(しんにしばし)
1993年（平成5年）3月完成。金属造形作家蓮田修吾郎がデザインした銅材のモニュメントは、立山連峰と内川をイメージした現代的な瀟洒な感じが特徴である。幅10m。
中の橋(なかのはし)
墨絵の仏がデザインされている。画像・牧宥恵による。
中新橋(なかしんばし)
北前船をモチーフにデザインされた木製の橋で、歩行者と自転車専用道。
神楽橋(かぐらばし)
1985年（昭和60年）12月完成。新湊出身のステンドグラス作家、大伴二三弥がデザインした72枚のステンドグラスが欄干にはめ込まれている。別名は「虹のかけ橋」。
山王橋(さんのうはし)
1991年（平成3年）3月完成。竹田光幸が製作した友情を表現する手のモニュメントが4基設置されている。
東橋(あずまはし)
1992年（平成4年）4月完成の歩行者専用橋。スペインの建築家セザール・ポルテラ（ア・コルーニャ大学建築学部教授）の設計による赤色の切妻屋根付きの橋で、憩いの橋という独自の機能を持ち、シティリバー休憩所としての『まちの顔』となっている。
放生津橋(ほうじょうづはし)
室町幕府10代将軍足利義材の銅像が設置されている。
二の丸橋(にのまるばし)
放生津城の二の丸にちなむ。地元小学生のアイデアがもととなった。
新港大橋(しんこうおおはし)
全長約455m。「海と交易」をテーマにデザインされ、欄干に波に浮かぶ地球をイメージしたモニュメントが据えられている。
また、川の駅新湊からは、『新湊観光船』に乗船して『内川遊覧&12橋巡り』を楽しむことが出来る。